# Suzuki Shigeoki
Suzuki Shigeoki (鈴木重意, Shigeoki Suzuki), né en 1511 et mort en 1585, est un chef important et réputé des Saika-ikki dans les dernières années de l'époque Sengoku du Japon féodal. Il est également connu sous le nom de « Suzuki Sadayū » (佐大夫).